# Megistophylla punctata
Megistophylla punctata är en skalbaggsart som beskrevs av Gilbert John Arrow 1938. Megistophylla punctata ingår i släktet Megistophylla och familjen Melolonthidae. Inga underarter finns listade i Catalogue of Life.